# Estação Plaza de los Virreyes - Eva Perón
A Estação Plaza de los Virreyes - Eva Perón é uma das estações do Metro de Buenos Aires, situada em Buenos Aires, seguida da Estação Varela. É uma das estações terminais da Linha E.
Foi inaugurada em 08 de maio de 1986. Localiza-se no cruzamento da Avenida Eva Perón com a Avenida San Pedrito. Atende o bairro de Flores.